# Chaetodon humeralis
Espèce
Statut de conservation UICN

 LC  : Préoccupation mineure
Chaetodon humeralis est une espèce de poissons appartenant à la famille des Chaetodontidae.